# Gustaf Wesslau
Gustaf Wesslau, född 5 februari 1985 i Upplands Väsby, är en svensk före detta professionell ishockeymålvakt som senast spelade för Kölner Haie i DEL. Han har tidigare spelat för bland annat Djurgårdens IF med vilka han vann SM-silver säsongen 2009–10.
Hans moderklubb är Väsby IK. Han är inte draftad av någon NHL-klubb. Som ungdoms- och juniorhockeyspelare spelade han för AIK. Säsongen 2005/2006 spelade han totalt 30 matcher för AIK i Hockeyallsvenskan. Han gick senare samma säsong över till konkurrenten Malmö Redhawks. Han spelade dock endast 17 matcher för Malmös A-lag, och inför säsongen 2007/2008 gick han över till Borås HC där han spelade 37 matcher. Säsongen 2008/2009 skrev han på ett kontrakt med SHL-klubben Djurgårdens IF. Han var en stor bidragande orsak till att Djurgården lyckades ta sig till en SM-final säsongen 2009/2010. Efter sin två lyckade säsonger i Djurgården IF prövade han inför säsongen 2010–11 att ta en plats i NHL och Columbus Blue Jackets. Det blev dock endast spel i farmarlaget Springfield Falcons i AHL.
Wesslau återvände till Djurgårdens IF organisation 2011/2012. Påföljande säsong skrev han på ett treårskontrakt med HV71. 2013 blev han tilldelad utmärkelsen Honkens trofé som årets målvakt i SHL.

## Klubbar
- AIK
- Malmö Redhawks
- Almtuna IS
- Borås HC
- Djurgårdens IF
- Väsby IK HK
- Springfield Falcons
- HV71
- Kölner Haie

## Meriter
- SM-silver med Djurgårdens IF 2010